# Castillo de Tsuwano
El castillo de Tsuwano (津和野城 Tsuwano-jō?) fue una fortificación japonesa construida sobre una montaña en el siglo XIII, en el pueblo de Tsuwano (prefectura de Shimane). Sus ruinas han sido designadas como Lugar Histórico Nacional y en la falda del monte se conservan varias yaguras y residencias samuráis.

## Historia
Yoshimi Yoriyuki levantó el castillo, que originalmente se llamó Sanbonmatsu-jō, para vigilar la provincia de Iwami, en una serie de defensas hasta la ciudad de Masuda y el mar de Japón, como prevención a un posible ataque marítimo. Su familia gobernó desde el lugar durante catorce generaciones. Yoshimi Hironaga, de la última generación, apoyó al clan Mōri en la batalla de Sekigahara (1600) y fue trasladado a Hagi con ellos después de que perdieron ante las fuerzas Tokugawa.
Sakazaki Naomori recibió este dominio por su apoyo y éxito en la contienda. A partir de la muralla exterior expendió y fortificó el castillo en gran medida; los muros de piedra en la cima que se han conservado datan de este período. Naomori murió en 1616 sin dejar descendencia, por lo que Kamei Masanori fue trasladado a la provincia, donde su familia gobernó durante once generaciones hasta la llegada del período Meiji y el desmantelamiento de la fortaleza en 1873. El tenshu (torreón) se quemó en un incendio provocado por un rayo en 1686, y dado que el señor feudal vivía en un palacio a los pies de la montaña no llegó a ser reconstruido.

## Conservación
En la cima de la montaña, a 200 m de altitud, solo restan las ruinas de los muros y bases de piedra, de forma similar al castillo Takeda pero a menor escala. En la base de la montaña se pueden encontrar dos yaguras que datan de mediados del siglo XIX, así como algunas residencias samuráis en la zona de la ciudad cercana a la fortaleza. En el mismo monte se encuentra el santuario Taikodani Inari.

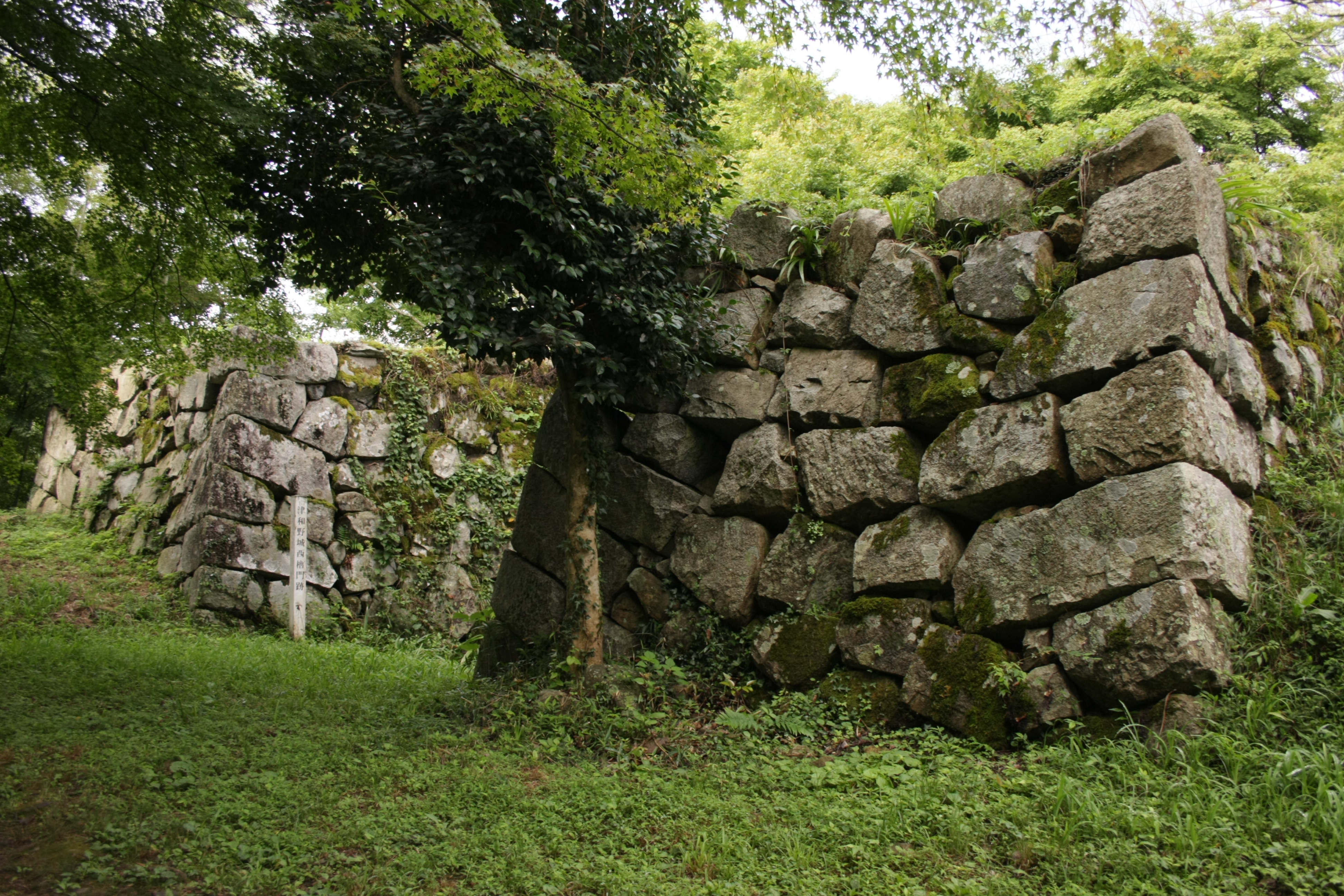
Detalle de la mampostería.
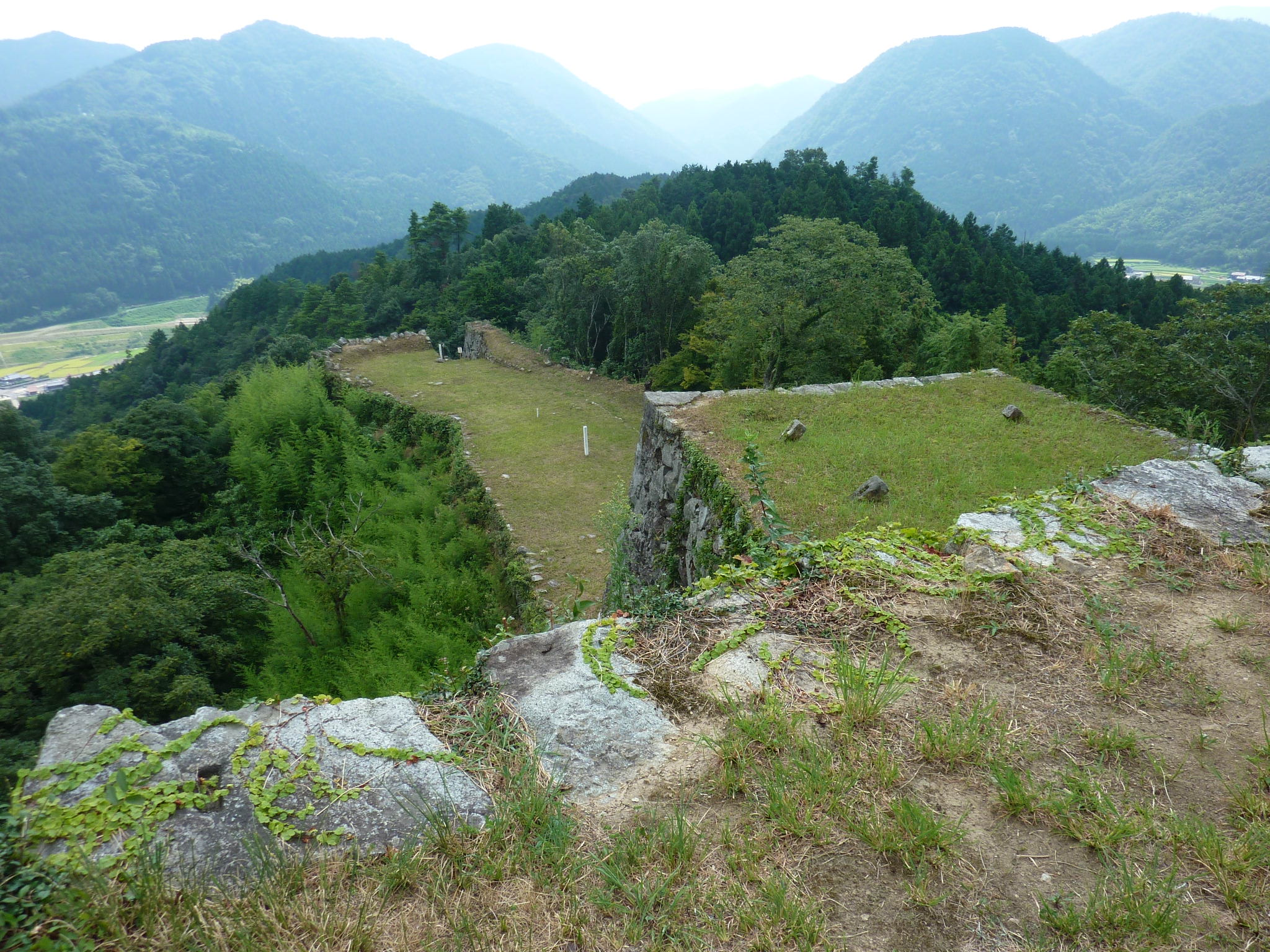
Panorama desde la cima.
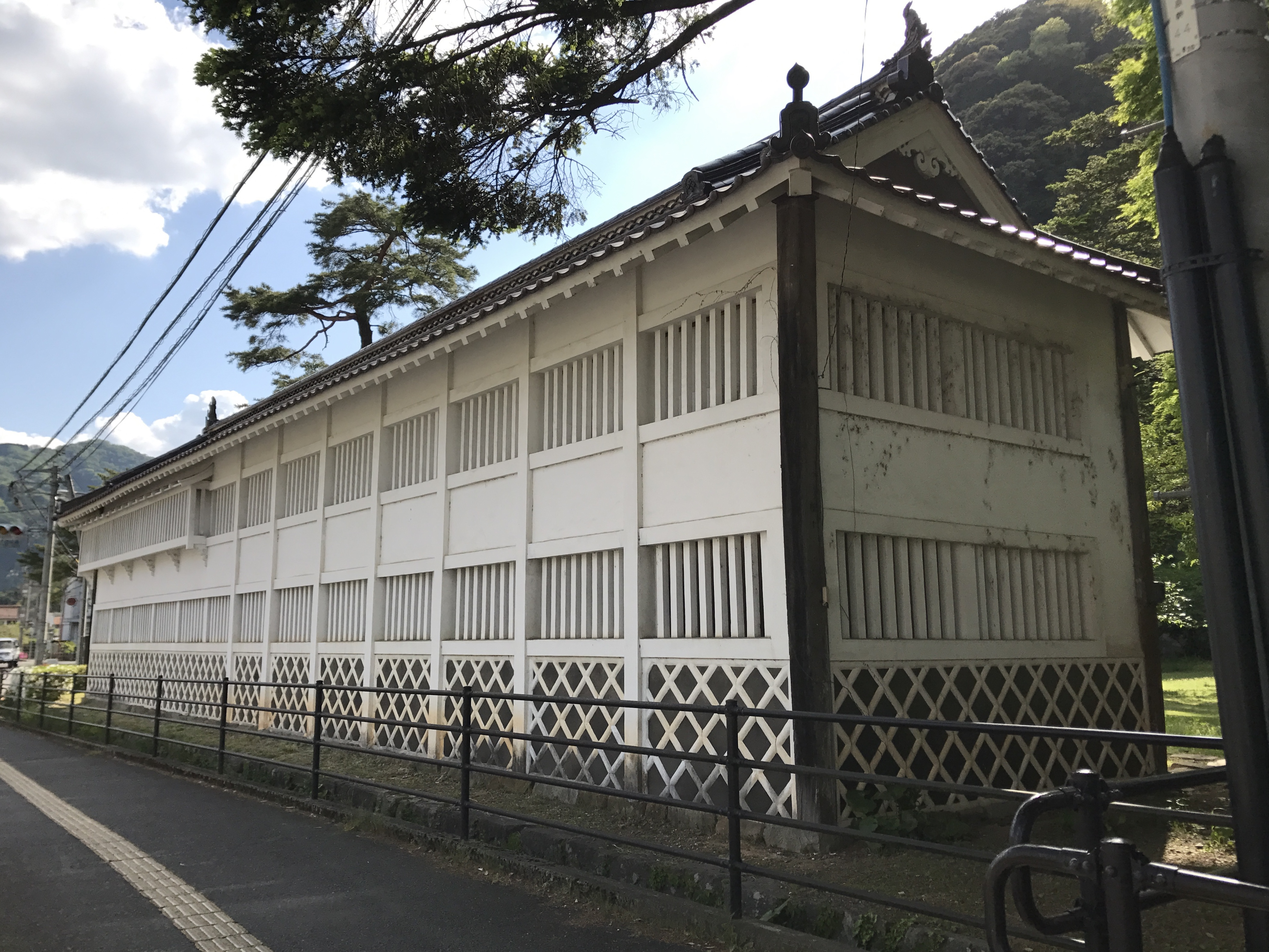
La torreta Monomi, en la falda de la montaña.